# Stier (Familienname)
Stier ist ein deutscher Familienname.

## Namensträger
- Adelheid Stier (1852–1942), deutsche Dichterin und Erzählerin
- Adolph Stier (1823–1890), deutscher Arzt
- Alfons Stier (1877–1952), deutscher Komponist, Musikredakteur und Lehrer
- Alfred Stier (1880–1967), deutscher Kirchenmusiker, Komponist und Musikpädagoge
- Bernhard Stier (* 1958), deutscher Historiker
- Christoph Stier (1941–2021), deutscher evangelisch-lutherischer Bischof
- Clara Stier-Somlo (* 1899; † vor 1945), deutsche Volkswirtin, wissenschaftliche Bibliothekarin und Hochschullehrerin jüdischer Abstammung
- Claus Stier (1936–2016), deutscher Pastor und Autor
- Davor Stier (* 1972), kroatischer Politiker
- Dieter Stier (* 1964), deutscher Politiker (CDU)
- Eckehard Stier (* 1972), deutscher Dirigent
- Erich Stier (1895–1968), deutscher Polizist und Leiter der Staatspolizeistelle Magdeburg
- Erika Stier (1932–2019), deutsche Historikerin
- Ernst Stier (1877–1947), deutscher Landwirt und Landespolitiker
- Ewald Rudolf Stier (1800–1862), evangelisch-lutherischer Pfarrer und Kirchenlieddichter
- Fridolin Stier (1902–1981), katholischer Theologe, Bibelübersetzer
- Fritz Stier-Somlo (1873–1932), österreich-ungarischer Rechtswissenschaftler
- Gerald Stier (1940–2022), deutscher Komponist und Landeskirchenmusikdirektor
- Gothart Stier (1938–2023), deutscher Dirigent
- Gottlieb Stier (1825–1896), deutscher Lehrer, Historiker und Philologe
- Gustav Stier (1807–1880), deutscher Architekt, Publizist und Hochschullehrer
- Hans Erich Stier (1902–1979), deutscher Althistoriker und Politiker (CDU), MdL
- Hans-Martin Stier (* 1950), deutscher Schauspieler und Sänger
- Hubert Stier (1838–1907), deutscher Architekt
- Johann Stier (1599–1648), deutscher Pfarrer und Theologe
- Josef Stier (1843–1919), deutsch-ungarischer Rabbiner und Autor
- Karl-Heinz Stier (* 1941), deutscher Journalist, Redakteur und TV-Moderator
- Kurt-Christian Stier (1926–2016), deutscher Violinist und Konzertmeister
- Marco Stier (* 1984), deutscher Fußballspieler
- Martin Stier (Ingenieur) (um 1620–1669), österreichischer Ingenieur, Zeichner und Kartograf
- Martin Stier (Jurist) (1903–1945), deutscher Jurist
- Michael Stier (* 1965), deutscher Politiker (SPD), MdL
- Norbert Stier (* 1953), deutscher General
- Rudolf Stier (Theologe) (1800–1862), deutscher evangelischer Theologe und Kirchenlieddichter
- Rudolf Stier (Unternehmer) (1936–2022), deutscher Unternehmer
- Sebastian Stier (* 1970), deutscher Komponist
- Sigismund Stier (um 1500–1551), deutscher Fürstenerzieher, Jurist und Kanzler
- Steffen Stier (* 1961), deutscher Radrennfahrer
- Wendel Stier († 1572), Räuber und Mörder des 16. Jahrhunderts
- Wilhelm Stier (Architekt) (1799–1856), deutscher Architekt
- Wilhelm Stier (Pädagoge) (1893–1987), deutscher Pädagoge und Heimatforscher